# Redeclub
Ein Redeclub ist eine Vereinigung, zu deren Treffen interessierte Menschen zusammenkommen, die ihre rhetorischen Fähigkeiten trainieren und verbessern wollen. Die Teilnehmer verbessern durch praktische Übungen ihre Stegreifreden, ihre Reden und Präsentationen. Ihr Ziel ist es, Auftritte selbstbewusster und wirkungsvoller zu machen.
In Deutschland, Österreich und der Schweiz gibt es Redeclubs vorwiegend auf Deutsch und Englisch. 
In allen drei Ländern hat die Organisation Toastmasters bei der Zahl der Redeclubs eine führende Rolle.